# Зірка і півмісяць

Зірка і півмісяць

Зірки (або зірка) і півмісяць — символи, що були ширені по всьому стародавньому світу, в Східному Середземномор'ї і Центральній Азії. У древніх єгиптян півмісяць вважався символом процвітання та зросту. Півмісяць був одним із атрибутів олімпійської богині Артеміди (Діани). У 339 році до нашої ери півмісяць став символом Візантії, а Діану назвали покровителькою міста (за легендою, яскраве світло молодого місяця спасло Візантію від вторгнення Філіппа Македонського). У 330 році імператор Костянтин перейменував Візантію у Константинополь, а його покровителькою оголосив Діву Марію (яка, як «цариця небесна», також мала півмісяць, як атрибут). У ранній мусульманській громаді цього символу не було. За часів пророка Мухаммада ісламські війська і каравани з метою ідентифікації використовували прості одноколірні прапори (як правило чорні, зелені або білі). У більш пізні часи мусульманські лідери воліли використовувати простий чорний, білий або зелений прапор без написів, знаків або будь-яких символів. Через тисячу років після Костянтина Великого засновник турецької мусульманської імперії султан Осман схвалив півмісяць, як символ своєї віри.
У 19-му столітті Османська імперія стала використовувати прапор з білою зіркою і півмісяцем на червоному тлі («Ай-Йилдиз»). Цей прапор і понині використовується як офіційний прапор Турецької Республіки. Інші держави-наступники Османської імперії (Лівія (з 1951 р. по 1969 р. і після 2011 р.), Туніс (з 1956 р.) і Алжир (з 1958 р.) та ін.) Також використовували цей символ на своїх прапорах. У 20-му столітті символ зірки і півмісяця використовувався в національних прапорах Азербайджану (з 1918 р.), Пакистану (з 1947 р.), Малайзії (з 1948 р.), Мавританії (з 1959 р.). У 1950-х і 1960-х рр. символ зірки і півмісяця був інтерпретований як символ ісламу або мусульманської громади.
Символ «зірка і півмісяць» в Unicode — U + 262A:  ☪ 

Прапор Пакистану
Прапор Тунісу
Прапор Туреччини